# Армянская система счисления
Армянская система счисления — историческая алфавитная система записи чисел, созданная с использованием маюскулов (заглавных букв) армянского алфавита.
В старой системе не было обозначения для цифры ноль, а числовые значения отдельных букв суммировались. Принципы, лежащие в основе этой системы, такие же, как в древнегреческом счислении и древнееврейском счислении. В современной Армении используются хорошо всем известные арабские цифры. Армянскими же цифрами пользуются более или менее подобно римским цифрам в современном английском языке, например: Գարեգին Բ. означает Гарегин II и Գ. գլուխ означает Глава III (в заголовке). Возникла Армянская система счисления в V веке.
Поскольку не все браузеры поддерживают показ Unicode Армянских букв, приводится транслитерации (REArm).
| Армянские | Транслитерация | Арабские (Индийские) |
| --------- | -------------- | -------------------- |
| Ա         | Айб            | 1                    |
| Բ         | Бен            | 2                    |
| Գ         | Гим            | 3                    |
| Դ         | Да             | 4                    |
| Ե         | Йеч            | 5                    |
| Զ         | За             | 6                    |
| Է         | Э              | 7                    |
| Ը         | Ыт             | 8                    |
| Թ         | Тhо            | 9                    |
| Ժ         | Же             | 10                   |
| Ի         | Ини            | 20                   |
| Լ         | Люн            | 30                   |
| Խ         | Хе             | 40                   |
| Ծ         | Tза            | 50                   |
| Կ         | Кен            | 60                   |
| Հ         | Һо             | 70                   |
| Ձ         | Дза            | 80                   |
| Ղ         | Гхат           | 90                   |
| Ճ         | Тже            | 100                  |
| Մ         | Мен            | 200                  |
| Յ         | Һи             | 300                  |
| Ն         | Ну             | 400                  |
| Շ         | Ша             | 500                  |
| Ո         | Во             | 600                  |
| Չ         | Ча             | 700                  |
| Պ         | Пе             | 800                  |
| Ջ         | Дже            | 900                  |
| Ռ         | Ра             | 1000                 |
| Ս         | Се             | 2000                 |
| Վ         | Вев            | 3000                 |
| Տ         | Tюн            | 4000                 |
| Ր         | Ре             | 5000                 |
| Ց         | Цо             | 6000                 |
| Ւ         | Һюн            | 7000                 |
| Փ         | Пhюр           | 8000                 |
| Ք         | Кhе            | 9000                 |

Обратите внимание, что последние две буквы армянского алфавита, "O" (Օ) и "фе" (Ֆ) были добавлены в армянский алфавит уже после того, как начали использоваться арабские цифры, чтобы облегчить транслитерацию других языков. Поэтому им не было назначено числового значения.

## Алгоритм
Числа в армянской системе счисления получаются путём простого сложения. Армянские числительные пишутся слева направо (как в армянском языке). Хотя порядок цифр не имеет значения, поскольку выполняется просто сложение, принято записывать их в порядке убывания значения.
Примеры:
- ՌՋՀԵ = 1975 = 1000 + 900 + 70 + 5
- ՍՄԻԲ = 2222 = 2000 + 200 + 20 + 2
- ՍԴ = 2004 = 2000 + 4
- ՃԻ = 120 = 100 + 20
- Ծ = 50

Для чисел, превышающих 9000, над соответствующей буквой или группой букв рисуется черта, что означает умножение числового значения на 10 000. Это схоже с римскими цифрами, в которых черта над символом обозначает умножение соответствующего числового значения на 1000.
Примеры:
- Ա = 10 000
- Ջ = 9 000 000
- ՌՃԽԳՌՄԾԵ = 11 431 255

## Программы
- Титло — программа для перевода армянских чисел